# 阿夫兰维尔
阿夫兰维尔（法語：Avrainville，法語發音：[avʁɛ̃vil] ⓘ）是法国法兰西岛大区埃松省的一个市镇，属于帕莱索区。

## 地理
阿夫兰维尔（48°33'44"N, 2°14'53"E）面积9.14 平方千米，位于法国法蘭西島大區埃松省，该省份为法国北部内陆省份，北起上塞纳省和马恩河谷省，西接厄尔-卢瓦省和伊夫林省，南至卢瓦雷省，东临塞纳-马恩省。
与阿夫兰维尔接壤的市镇（或旧市镇、城区）包括：阿尔帕容、布瓦西苏圣永、谢普坦维尔、埃格利、吉布维尔、拉尔迪、拉诺维尔、托尔富。

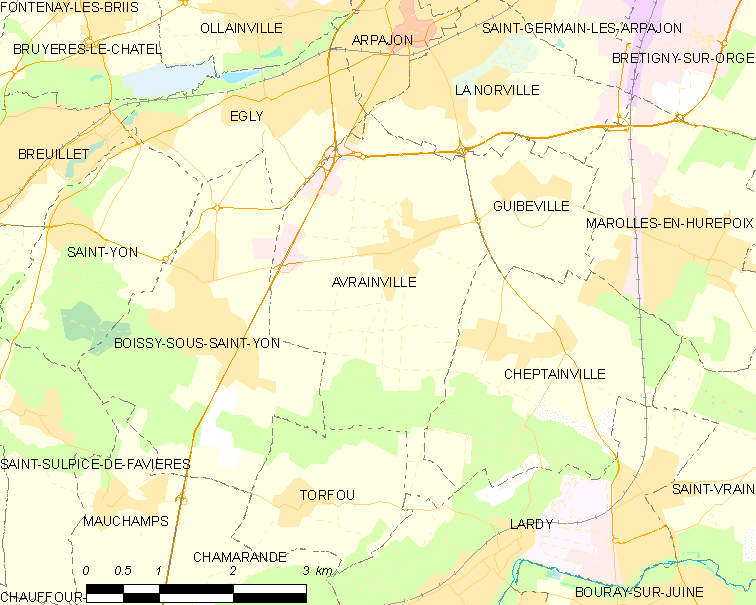
阿夫兰维尔的OSM定位图

阿夫兰维尔的时区为UTC+01:00、UTC+02:00（夏令时）。

## 行政
阿夫兰维尔的邮政编码为91630，INSEE市镇编码为91041。

## 政治
阿夫兰维尔所属的省级选区为阿尔帕容县。

## 人口

1962-2008年间阿夫兰维尔人口变化图示

阿夫兰维尔于2022年1月1日时的人口数量为1045人。